# Stenträsklobblet
Stenträsklobblet är en sjö i Arvidsjaurs kommun i Lappland och ingår i Skellefteälvens huvudavrinningsområde. Stenträsklobblet ligger i Vittjåkk-Akkanålke Natura 2000-område. Sjöns area är 0,027 kvadratkilometer och den befinner sig 540 meter över havet.